# Kreis Torgau
Der Kreis Torgau war ein Landkreis im Bezirk Leipzig der DDR. Von 1990 bis 1994 bestand er als Landkreis Torgau im Freistaat Sachsen fort. Am 1. August 1994 wurde er im Zuge der sächsischen Kreisreform der Jahre 1994 und 1996 mit dem Landkreis Oschatz zum Landkreis Torgau-Oschatz zusammengelegt. Sein Gebiet liegt heute im Landkreis Nordsachsen. Der Sitz der Kreisverwaltung befand sich in Torgau.

## Geografie

### Lage
Der Kreis lag im  Nordosten des Bezirkes Leipzig auf halber Strecke zwischen der Messestadt und Berlin.

### Nachbarkreise
Der Kreis Torgau grenzte im Uhrzeigersinn im Nordwesten beginnend an die Kreise Wittenberg (Bezirk Halle), Jessen, Herzberg und Bad Liebenwerda (Bezirk Cottbus), Oschatz, Wurzen und Eilenburg (Bezirk Leipzig).

### Naturraum
Das Kreisgebiet erstreckte sich von Mühlberg bis Dommitzsch beiderseits der Elbe und ging im Westen auf das sandige Hügelland der Düben-Dahlener Heide und im Osten auf das sandige Flachland der Annaburger Heide über. Etwa ein Drittel der Kreisfläche war mit Kiefern- und Mischwaldforsten bestanden. Den höchsten Punkt bildete der Schildauer Berg (217 m). Südöstlich von Torgau wurde 1483 der Große Teich (299 ha) zur Fischzucht angelegt. Die Dahlener Heide war ein Landschaftsschutzgebiet.

## Geschichte
Durch das Gesetz über die weitere Demokratisierung des Aufbaus und der Arbeitsweise der staatlichen Organe in den Länder in der Deutschen Demokratischen Republik vom 23. Juli 1952 kam es in der DDR und den noch bestehenden fünf Ländern zu einer umfangreichen Kreisreform. So wurden am 25. Juli 1952 die Länder aufgelöst und 14 Bezirke eingerichtet. Hierbei wurden traditionelle Kreise aufgelöst oder in kleinere Kreise gegliedert, wobei es auch über die Grenzen der ehemaligen 5 Länder hinweg zu Gebietsänderungen kam. Der Kreis Torgau wurde dem Bezirk Leipzig zugeordnet, Kreissitz wurde die Stadt Torgau.
Der alte Landkreis Torgau gab 24 seiner 69 Gemeinden ab:
- 6 Gemeinden an den neuen Kreis Eilenburg:

Falkenberg, Pressel, Schöna, Strelln, Wildenhain und Wildschütz
- 3 Gemeinden an den neuen Kreis Oschatz:

Paußnitz, Schirmenitz und Wohlau
- 5 Gemeinden an den neuen Kreis Herzberg im Bezirk Cottbus:

Beyern, Döbrichau, Löhsten, Rehfeld, Züllsdorf
- 10 Gemeinden an den neuen Kreis Jessen im Bezirk Cottbus:

Annaburg, Axien, Bethau, Hohndorf, Labrun, Lebien, Naundorf b. Prettin, Plossig, Purzien und Prettin.
Aus Sachsen-Anhalt kamen vier Gemeinden zum neuen Kreis Torgau, und zwar:
- 2 Gemeinden aus dem alten Landkreis Liebenwerda:

Blumberg und Stehla
- 2 Gemeinden aus dem alten Landkreis Wittenberg:

Dahlenberg und Wörblitz.
- 45 Gemeinden des alten Landkreises Torgau bildeten so mit den 5 ehemals sachsen-anhaltischen Gemeinden den neuen Kreis Torgau:

Arzberg, Audenhain, Beckwitz, Bockwitz, Beilrode, Belgern, Dautzschen, Döbern, Dommitzsch, Drebligar, Elsnig, Graditz, Gräfendorf, Großtreben, Großwig, Klitzschen, Kobershain, Köllitsch, Langenreichenbach, Lausa, Liebersee, Loßwig, Mahitzschen, Mehderitzsch, Melpitz, Mockrehna, Mockritz, Neiden, Neußen, Probsthain, Roitzsch, Rosenfeld, Schildau, Sitzenroda, Staritz, Staupitz, Süptitz, Taura, Torgau, Triestewitz, Trossin, Weidenhain, Weßnig, Zinna und Zwethau.
Durch Umgliederungen über Kreisgrenzen hinweg und Gemeindegebietsveränderungen sank die Zahl der Gemeinden von anfänglich 50 bis auf 20 bei Auflösung des Kreises Ende Juli 1994.
- 4. Dezember 1952 Umgliederung von Audenhain, Mockrehna und Roitzsch aus dem Kreis Torgau in den Kreis Eilenburg
- 4. Dezember 1952 Umgliederung von Döbrichau aus dem Kreis Herzberg in den Kreis Torgau
- 4. Dezember 1952 Umgliederung von Wohlau aus dem Kreis Oschatz in den Kreis Torgau
- 1. April 1953 Umgliederung von Falkenberg und Roitzsch aus dem Kreis Eilenburg in den Kreis Torgau
- 1. April 1953 Umgliederung von Gräfendorf aus dem Kreis Torgau in den Kreis Eilenburg
- 1. September 1965 Eingliederung von Köllitsch in Arzberg
- 7. Juli 1971 Eingliederung von Dahlenberg in Trossin
- 1. Dezember 1973 Eingliederung von Mockritz in Neiden
- 1. Januar 1974 Eingliederung von Gräfendorf in Mockrehna
- 1. Januar 1974 Eingliederung von Roitzsch in Trossin
- 1. April 1974 Eingliederung von Dautzschen in Großtreben
- 1. April 1974 Eingliederung von Drebligar in Elsnig
- 1. April 1974 Eingliederung von Rosenfeld in Zwethau
- 1. April 1974 Eingliederung von Triestewitz in Arzberg
- 1. Juli 1977 Eingliederung von Stehla in Blumberg
- 1. April 1993 Eingliederung von Mahitzschen in die Stadt Belgern
- 1. Juli 1993 Eingliederung von Blumberg in Arzberg
- 1. Januar 1994 Eingliederung von Döbern und Neiden in Elsnig
- 1. Januar 1994 Eingliederung von Graditz und Melpitz in die Stadt Torgau
- 1. Januar 1994 Eingliederung von Probsthain und Sitzenroda in die Stadt Gneisenaustadt Schildau
- 1. März 1994 Eingliederung von Bockwitz in die Stadt Belgern
- 1. März 1994 Eingliederung von Klitzschen und Langenreichenbach in Audenhain
- 1. März 1994 Eingliederung von Liebersee in die Stadt Belgern
- 1. Januar 1994 Zusammenschluss von Großtreben und Zwethau zu Großtreben-Zwethau
- 1. Januar 1994 Zusammenschluss von Großwig, Süptitz und Weidenhain zu Dreiheide
- 1. Januar 1994 Zusammenschluss von Beckwitz, Loßwig, Mehderitzsch, Staupitz und Weßnig zu Pflückuff
- 1. März 1994 Umgliederung von Audenhain aus dem Kreis Eilenburg in den Kreis Torgau

Am 17. Mai 1990 wurde der Kreis in Landkreis Torgau umbenannt. Nach der Wende (DDR) bestand er noch bis 1994 im Norden von Sachsen. Am 1. August 1994 wurde er im Zuge der Kreisreform Sachsen 1994/1996 mit dem Landkreis Oschatz zum Landkreis Torgau-Oschatz zusammengelegt.

## Wirtschaft und Verkehr
Der Landkreis Torgau war durch die Land- und Forstwirtschaft geprägt. Bedeutendster Industriebetrieb war der in Torgau ansässige VEB Flachglaskombinat. Der Elbhafen (mit 400.000 t Jahresumschlag), die Fernverkehrsstraßen F 182 (Wittenberg–Dresden) und F 87 (Leipzig–Cottbus) sowie die Eisenbahnen Leipzig–Cottbus nach Wittenberg und Belgern machten Torgau zu einem Verkehrsknoten.

## Bevölkerungsdaten der Städte und Gemeinden
Bevölkerungsübersicht aller 58 Gemeinden des Kreises, die 1990 in das wiedergegründete Land Sachsen kamen.
| AGS      | Gemeinde                        | Einwohner       | Einwohner         | Fläche (ha)       |
| AGS      | Gemeinde                        | 3. Oktober 1990 | 31. Dezember 1990 | 31. Dezember 1990 |
| 14052010 | Arzberg                         | 1.776           | 1.770             | 3.315             |
| 14052020 | Beckwitz                        | 661             | 653               | 1.026             |
| 14052030 | Beilrode                        | 2.429           | 2.414             | 1.968             |
| 14052040 | Belgern, Stadt                  | 3.527           | 3.444             | 1.731             |
| 14052050 | Blumberg                        | 820             | 816               | 2.507             |
| 14052060 | Bockwitz                        | 206             | 204               | 514               |
| 14052090 | Döbern                          | 220             | 223               | 539               |
| 14052100 | Döbrichau                       | 368             | 366               | 1.633             |
| 14052110 | Dommitzsch, Stadt               | 2.790           | 2.785             | 1.870             |
| 14052130 | Elsnig                          | 1.060           | 1.060             | 1.849             |
| 14052140 | Falkenberg                      | 387             | 386               | 2.370             |
| 14052150 | Graditz                         | 313             | 300               | 640               |
| 14052160 | Großtreben                      | 1.221           | 1.215             | 2.445             |
| 14052170 | Großwig                         | 531             | 530               | 896               |
| 14052180 | Klitzschen                      | 547             | 548               | 580               |
| 14052190 | Kobershain                      | 466             | 463               | 731               |
| 14052200 | Langenreichenbach               | 837             | 829               | 1.442             |
| 14052210 | Lausa                           | 295             | 293               | 510               |
| 14052220 | Liebersee                       | 439             | 442               | 1.746             |
| 14052230 | Loßwig                          | 395             | 395               | 955               |
| 14052240 | Mahitzschen                     | 384             | 382               | 1.434             |
| 14052250 | Mehderitzsch                    | 523             | 535               | 802               |
| 14052260 | Melpitz                         | 218             | 218               | 480               |
| 14052280 | Neiden                          | 570             | 566               | 1.287             |
| 14052290 | Neußen                          | 302             | 299               | 704               |
| 14052300 | Probsthain                      | 305             | 307               | 475               |
| 14052330 | Schildau, Gneisenaustadt, Stadt | 1.629           | 1.616             | 2.050             |
| 14052340 | Sitzenroda                      | 1.060           | 1.068             | 3.046             |
| 14052350 | Staritz                         | 337             | 343               | 577               |
| 14052360 | Staupitz                        | 298             | 291               | 1.177             |
| 14052380 | Süptitz                         | 791             | 794               | 1.271             |
| 14052390 | Taura                           | 478             | 474               | 1.159             |
| 14052400 | Torgau, Stadt                   | 22.301          | 22.219            | 2.857             |
| 14052420 | Trossin                         | 1.428           | 1.429             | 5.588             |
| 14052430 | Weidenhain                      | 532             | 531               | 1.184             |
| 14052440 | Weßnig                          | 392             | 390               | 865               |
| 14052450 | Wörblitz                        | 725             | 719               | 1.149             |
| 14052460 | Wohlau                          | 366             | 364               | 1.152             |
| 14052470 | Zinna                           | 1.509           | 1.511             | 1.446             |
| 14052480 | Zwethau                         | 1.116           | 1.120             | 3.220             |
| 14052000 | Landkreis Torgau                | 54.552          | 54.312            | 61.192            |

## Kfz-Kennzeichen
Nach 1952 erhielten die im Kreis zugelassenen Fahrzeuge Kennzeichen mit dem Anfangsbuchstaben S (wie im gesamten Bezirk Leipzig). Den Kraftfahrzeugen (mit Ausnahme der Motorräder) und Anhängern wurden von etwa 1974 bis Ende 1990 dreibuchstabige Unterscheidungszeichen, die mit dem Buchstabenpaar SY begannen, zugewiesen. Die letzte für Motorräder genutzte Kennzeichenserie war SY 80-01 bis SY 99-99.
Anfang 1991 erhielt der Landkreis das Unterscheidungszeichen TG. Es wurde bis zum 31. Dezember 1994 ausgegeben. Seit dem 9. November 2012 ist es im Landkreis Nordsachsen wieder erhältlich.